# Alexandre Hinkis
Alexandre Hinkis, né le 30 mai 1913 à Kichinev (Empire russe à l'époque, aujourd'hui capitale de la Moldavie sous le nom de Chișinău), et mort le 14 avril 1997 à Paris, est un artiste peintre russe naturalisé français en 1939, et chef décorateur pour le cinéma et la télévision.
De cette double expérience de plasticien, il a tiré les éléments d’une méditation approfondie sur l’art, et une doctrine picturale, le « métaclassicisme ».

## Biographie

### Enfance et formation
Alexandre Hinkis naît Alexandre Hinchis à Kichinev (Bessarabie) de parents russes. Son père est conseiller juridique de banque, et sa mère modiste. Étant certain dès son plus jeune âge de sa vocation de peintre, il effectue d’abord ses études à l’École nationale supérieure des Beaux Arts de Chisinau (l'ancienne Kichinev, alors en Roumanie), de 1926 à 1931, puis est devenu l’élève de Fernand Léger, à l’Académie de la Grande Chaumière, de 1933 à 1934. Entré à l’École nationale des arts décoratifs, il en a été diplôme en 1939. Il a ensuite été élève à deux reprises (1939-1940 puis 1945-1946) à l'École nationale supérieure des beaux-arts de Paris, où il a étudié l'architecture.

### Carrière

#### Seconde Guerre mondiale
Engagé volontaire dans l’armée française en 1939, il fut pendant la Seconde Guerre mondiale élève officier à l’école de Saint-Maixent, d’où il est sorti avant juin 1940 pour prendre part à la défense de Saumur, où il gagna la Croix de Guerre, pour laquelle il fut ultérieurement encore cité deux autres fois. Ensuite officier dans un bataillon des Tirailleurs marocains (4ème division marocaine de montagne), avec le grade de sous-lieutenant, il a obtenu le grade de Chevalier de la Légion  d’Honneur. Durant toute la guerre, il a continué de peindre, a exposé notamment à plusieurs reprises à Casablanca (1942), et a obtenu en 1944 le Grand Prix au Salon des artistes mobilisés, à Alger.

#### Cinéma et  télévision
Alexandre Hinkis a pratiqué la peinture comme une vocation dont il n’attendait pas un revenu matériel. C’est avant de venir en France qu’il a découvert dans le décor une activité compatible avec sa vocation de peintre, en devenant chef décorateur du théâtre de revue russe « Bonzo » de 1931 à 1933. Il débute en 1946, une carrière de décorateur dans l'industrie du cinéma. D'abord assistant, il devient chef décorateur et conçoit ainsi les décors de plus de cinquante longs-métrages. Cette activité lui permet de donner libre cours à la créativité que lui inspirait sa vocation première de peintre : durant cette période, il a croqué la vie des plateaux entre deux prises. Ses dessins, pris sur le vif, représentent l'environnement technique du cinéma, et les gestes quotidiens des metteurs en scène, ouvriers, techniciens, acteurs.
En 1960, il a également été chargé de conférences à l’IDHEC (l'actuelle Fémis, école européenne du cinéma), où il a enseigné l’histoire et la philosophie de la peinture contemporaine. À partir de 1963 et jusqu'en 1978, il entre à la Radiodiffusion-télévision française (RTF) , où il travaille en tant que chef décorateur pour plus de trois cents émissions dramatiques et de variétés,,. Ses dessins seront d'ailleurs régulièrement publiés dans la revue de cinéma Le Technicien du film entre 1954 et 1962. Il a déposé en 1982, quatre cent vingt-neuf dessins à la Cinémathèque, dépôt qui fut transformé en don à sa mort, depuis entièrement numérisé et consultable en médiathèque.

#### Peintre

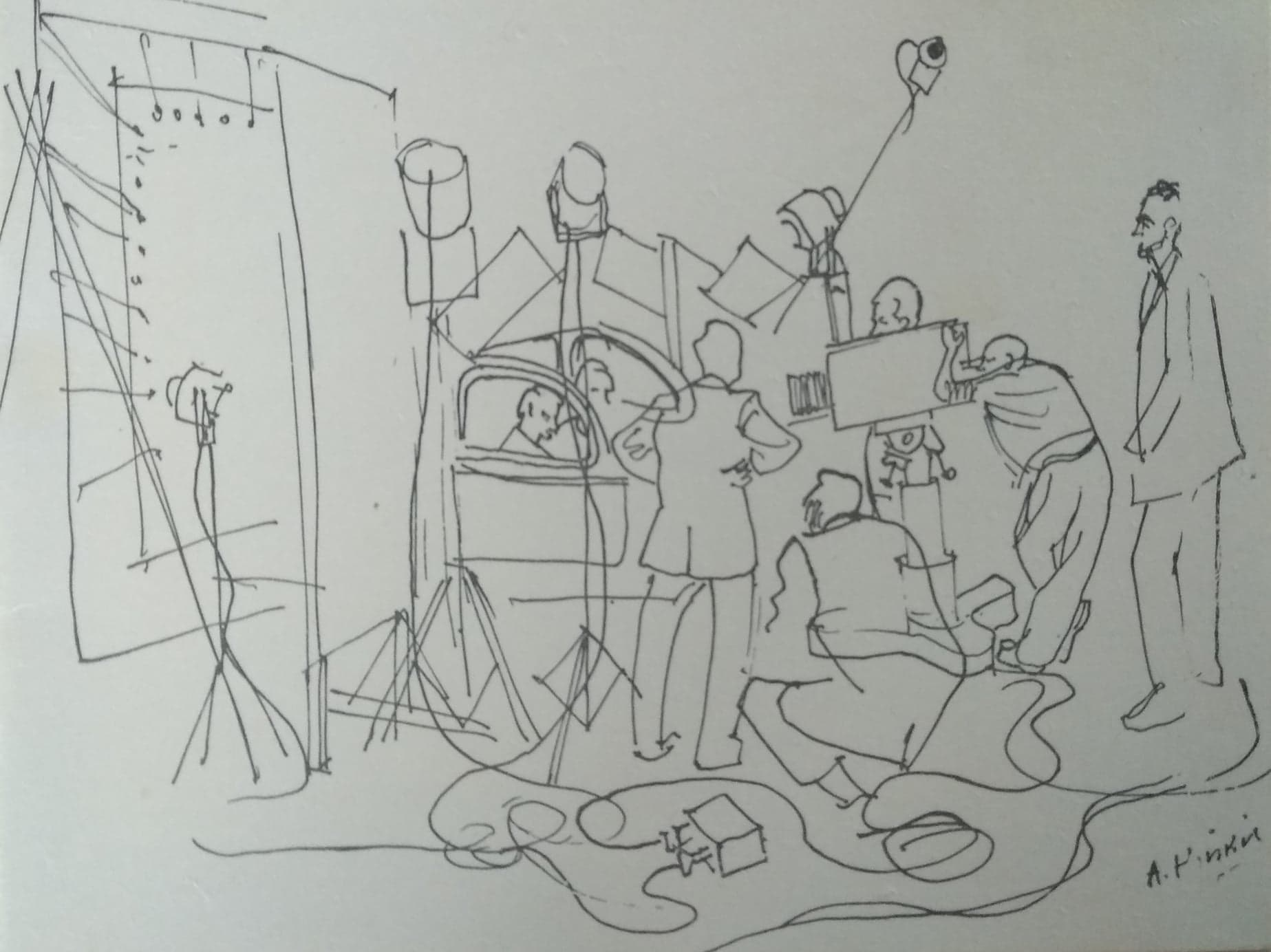
Dessin extrait de l'exposition "La Vie du Spectacle" 1958.

Alexandre Hinkis tint sa première exposition particulière en galerie à Paris en 1935, suivie par de nombreuses autres, tant en Russie qu’en Hongrie, au Canada, et même en Afrique du Nord. Il a qualifié son œuvre de « métaclassique », terme qu’il avait lui-même inventé, et qu’il définissait ainsi : « L’accord parfait entre le contenu et la forme (classicisme), le contenu étant servi par le produit de l’émotion picturale pure (méta) », l'important étant pour lui de "partager une émotion beauté" via la peinture. Il commença à dessiner au vert émeraude durant la Seconde Guerre mondiale, et en fit sa couleur de référence: "La place médiane qu'il occupe dans le spectre lui confère un caractère neutre et actif à la fois, il appelle" toutes les couleurs et s'accorde avec elles" (cité par Gérald Schurr, exposition de la Galerie Chevreuse, 1975). Sociétaire du Salon d’Automne, il y participera régulièrement entre 1940 et 1995.
En 1955, l’État français et la Ville de Paris achètent la peinture La Guerre, exposée au Musée des Invalides. Plusieurs institutions, dont le musée des Guerres mondiales, en France, le musée de Kichinev, en Russie, le Mémorial de Yad Vashem, en Israël, ou le Musée national de Madagascar, acquièrent ses toiles.

### Vie privée

#### La rencontre avec Doucia

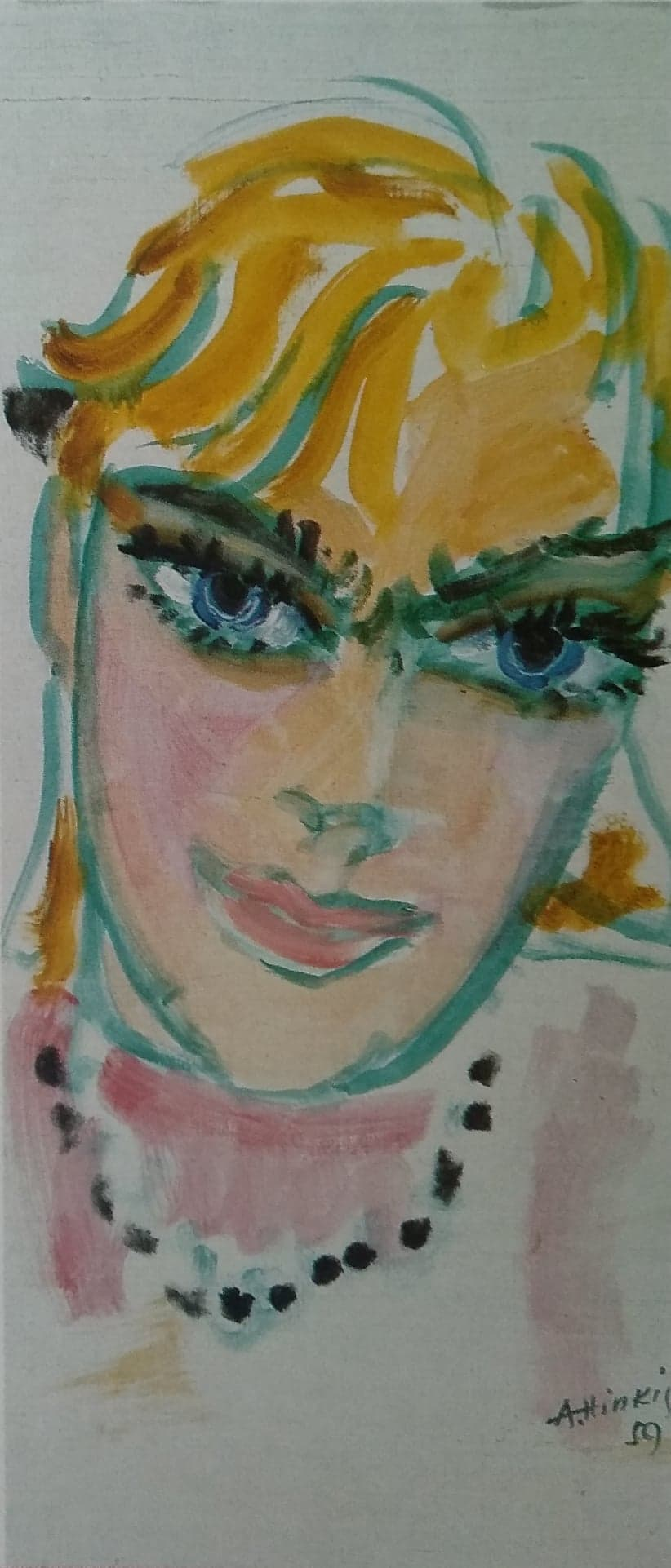
Doucia aux perles noires (1959).

C’est lors du tournage du film Normandie-Niémen, film franco-soviétique réalisé par Jean Dréville et Damir Viatitch-Berejnykh, qu’il rencontre, en tant que chef décorateur, alors l'accessoiriste pour Mosfilm , celle qui fut à la fois son épouse, la mère de ses deux filles, et surtout la muse qui l’a inspiré dans une grande partie de sa vie de peintre, jusqu’à la disparition de celle-ci en 1987 : Evdokia Dralova, qu’il appelait Doucia. Il préface ainsi le catalogue d’une exposition qu’il lui consacra en 1988 : « Depuis notre première rencontre, 1959, toutes mes peintures, chacune, furent pour toi ».

#### Mort

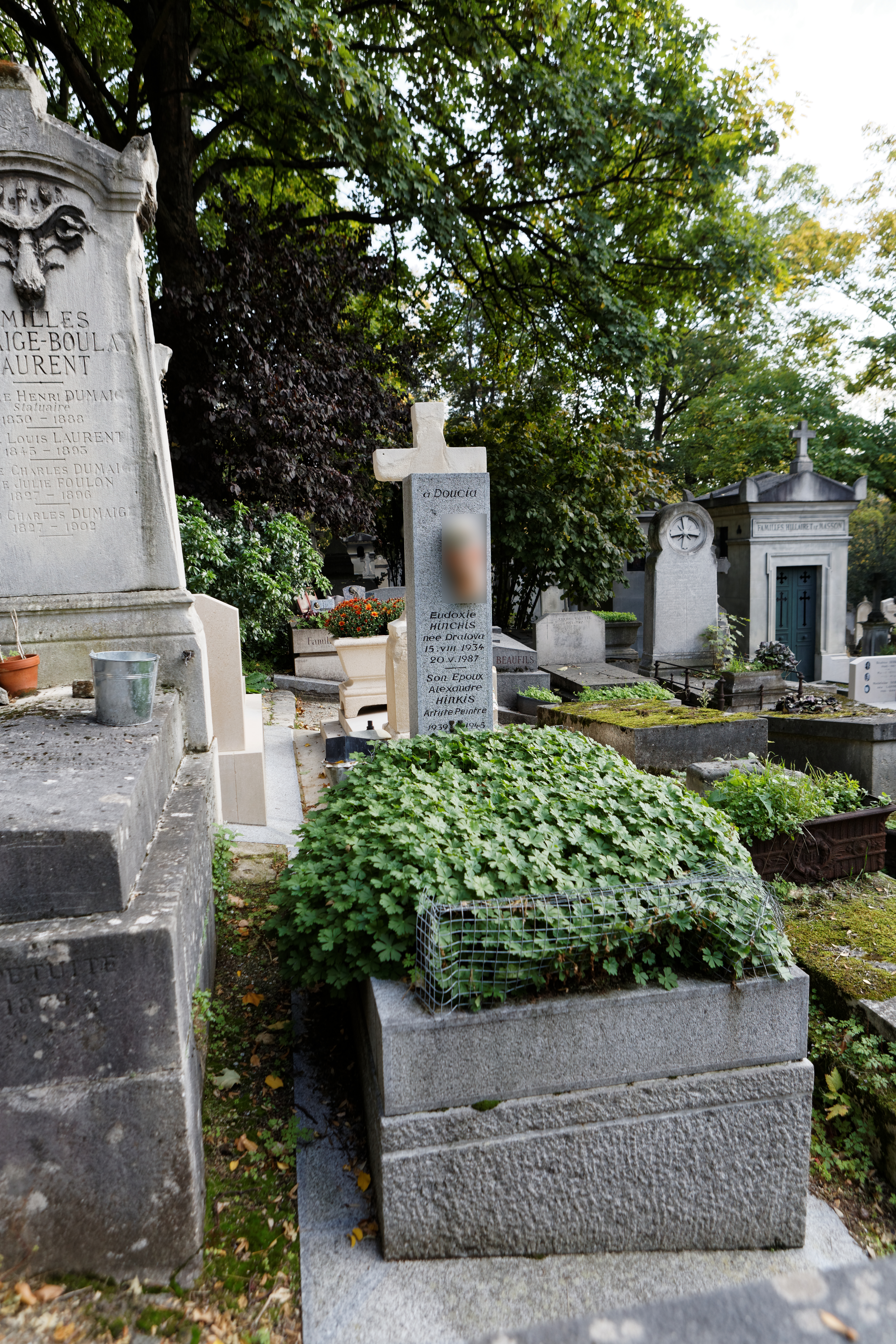
Tombe d'Alexandre Hinkis et de son épouse Eudoxie au cimetière du Père-Lachaise (division 57).

Il meurt le 14 avril 1997 dans le 20e arrondissement de Paris à l'âge de 83 ans, et est inhumé au cimetière du Père-Lachaise (division no 57).

## Œuvre

### Expositions personnelles (sélection)
- 1936 : Paris, les Ateliers d’Art Moderne[13]
- 1942 : Casablanca, Galerie Sumica[14]
- 1953-1954 : Paris, Galerie Bernheim-Jeune[15],[16]
- 1958: Paris, Galerie Bellechasse
- 1960 : Paris, Galerie Bernheim-Jeune
- 1972 : Paris, Galerie Chevreuse
- 1975 : Paris, Galerie Chevreuse
- 1977 : Paris, Galerie Medicis
- 1980: Paris, Galerie Medicis[17],[18]
- 1988: Paris, Galerie Yves Mugnier
- 1994 : Cambrai, Hôtel de Ville[19],[20],[21],[22]
- 1984-1996: Paris, La Galerie Atelier[23],[24]
- 1991-1998: Bieisses (Quézac), la Maison du Peintre[25],[26],[27],[28],[29]
- 2005 : Paris, Mairie du 16ème arrondissement
- 2006 : Saint-Alban-sur-Limagnole, Château de Saint-Alban
- 2008 : Gray, Musée Baron-Martin
- 2010: Moscou, le Salon d'Automne à Moscou, Galerie Solyanka[30]
- 2010 : Levallois-Perret, la Galerie de l'Escale[31]

### Filmographie partielle (en tant qu’architecte décorateur)
- 1951 : La Grande Vie de Henri Schneider
- 1952 : Trois femmes de André Michel
- 1958 : La Chatte de Henri Decoin
- 1960 : Normandie-Niémen de Jean Dréville et Damir Viatitch-Berejnykh
- 1961 : La Fille dans la vitrine de Luciano Emmer
- 1961 : Ce soir ou jamais de Michel Deville
- 1962 : Adorable Menteuse de Michel Deville
- 1963 : À cause, à cause d’une femme de Michel Deville
- 1963 : Les cinq dernières minutes - Une affaire de famille de Jean Pierre Marchand
- 1963 : Les Rustres, d'après Carlo Goldoni de Jean Pignol
- 1964 : L'Ecornifleur, d'après Jules Renard, de Edmond Tyborowsky
- 1964 : La Demande en mariage, d'après Anton Tchekhov de Abder Isker
- 1965 : Souffler n'est pas jouer de Yves-André Hubert
- 1966 : Louis XI de Jean-Roger Cadet
- 1966 : Indiana, d'après George Sand de Edmond Tyborowsky
- 1967 : Docteur Gundel de Eric le Hung
- 1967 : Ce soir à Samarcande de André Leroux
- 1967 : L'Œuvre, d'après Émile Zola, de Pierre Cardinal
- 1967 : L'Espace d'une nuit de Philippe Laik
- 1968 : Koenigsmark, de Jean Kerchbron
- 1968 : Le Curé de village, d'après Honoré de Balzac, de Edmond Tyborowsky
- 1969 : Le Vol du Goéland de Jean Kerchbron
- 1969 : La Librairie du soleil de Edmond Tyborowski
- 1970 : Maître et Serviteur, d'après Léon Tolstoï, de André Teisseire